# Ludwik Pietrusiński

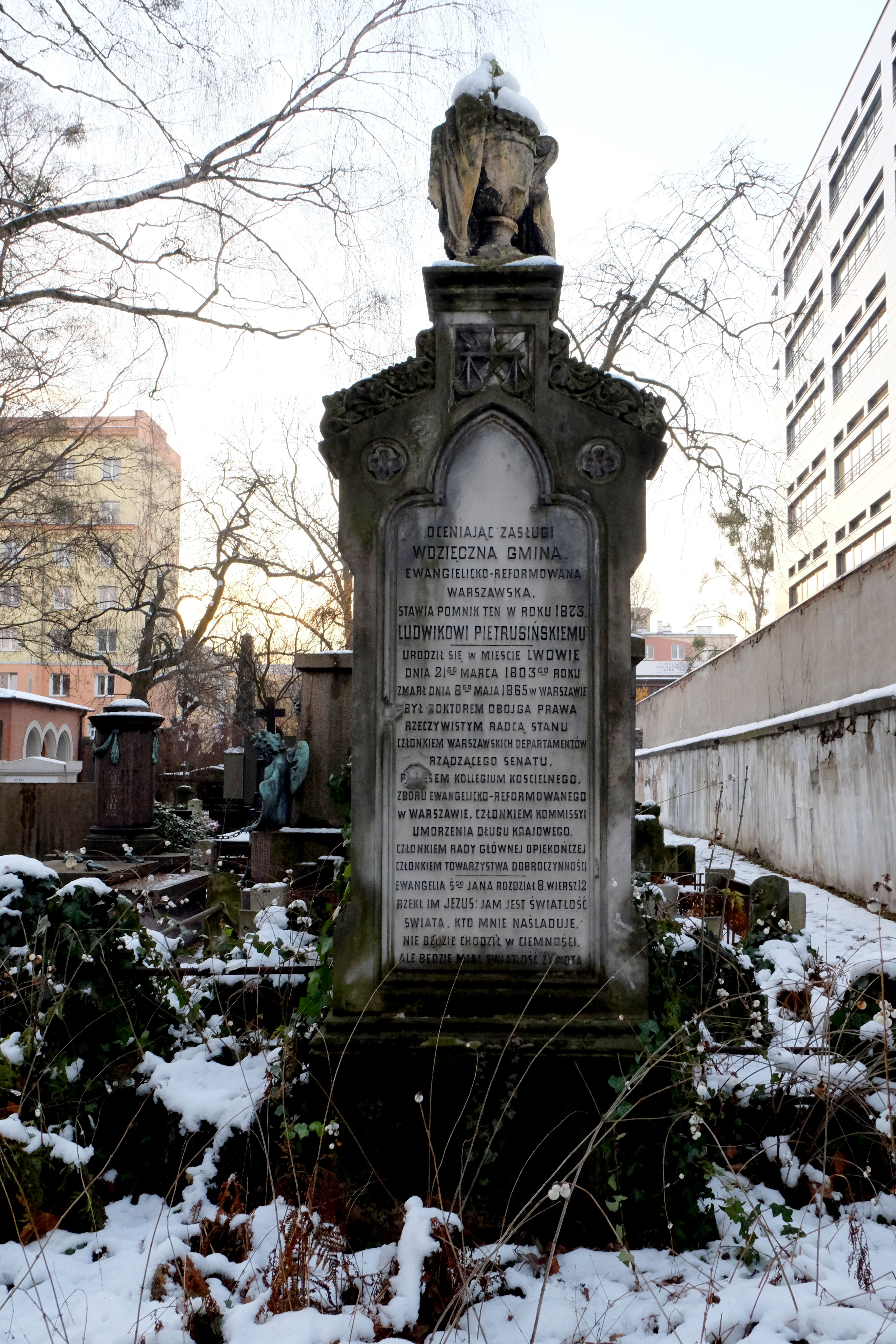
Grób Ludwika Pietrusińskiego na Cmentarzu ewangelicko-reformowanym w Warszawie

Ludwik Pietrusiński (ur. 21 marca 1803 we Lwowie, zm. 9 maja 1865 w Warszawie) – prawnik, pisarz i publicysta polski, uczestnik powstania listopadowego.

## Życiorys
Był synem Ignacego Pietrusińskiego, prawnika. Ukończył gimnazjum we Lwowie. Studiował na Wydziale Filozoficznym Uniwersytetu Lwowskiego, a następnie prawo w Wiedniu. Stopień doktora obojga praw uzyskał w 1828 na podstawie rozprawy Gegenstände der öffentlichen Vertheidigung aus allen Theilen der Rechts- und politischen Wissenschaften. Po ukończeniu studiów w Wiedniu rozpoczął praktykę we Lwowie.
W 1831 dołączył do Powstania listopadowego. Walczył w składzie baterii pozycyjnej artylerii konnej gwardii (przemianowanej w grudniu 1930 na baterię 4 lekką artylerii konnej), potem jako podoficer Pułku 8 Piechoty Liniowej. Walczył pod Iganiami. 8 czerwca 1831 roku został odznaczony Krzyżem Srebrnym Virtuti Militari.
W 1832 rozpoczął pracę w Prokuratorii Królestwa Polskiego, gdzie był asesorem, obrońcą, radcą, wreszcie rzeczywistym radcą stanu i członkiem Warszawskich Departamentów Senatu Rządzącego. Brał udział w sławnym procesie Męcińskich przeciw paulinom z Jasnej Góry w Częstochowie. W Prokuratorii Królestwa Polskiego pracował przez ponad 30 lat.
W 1831 został jednym z redaktorów Dziennika Powszechnego Krajowego, a po jego likwidacji (w 1837) wszedł do redakcji utworzonej w miejsce Dziennika Gazeta Poranna.
Publikował wiersze, wspomnienia z podróży, rozprawy oraz artykuły publicystyczne. W Encyklopedii Orgelbranda zamieścił kilkanaście haseł z dziedziny prawa.
Działał w  Warszawskim Towarzystwie Dobroczynności.
W 1833 roku zmienił wyznanie na ewangelicko-reformowane i działał w strukturach zboru ewangelicko-reformowanego w Warszawie (był prezesem Kolegium Kościelnego), choć jego współpraca z konserwatywnym pastorem Józefem Spleszyńskim nie należała do najlepszych – Pietrusiński słynął z bardzo postępowych poglądów. W l. 1839-49 był radcą Konsystorza Generalnego Wyznań Ewangelickich ze strony kalwinistów, a po jego rozwiązaniu w latach 1849-1852 był prezesem Konsystorza kościoła ewangelicko-reformowanego w Królestwie Polskim.
Jako jeden z pierwszych odbywał wycieczki po Tatrach i Beskidach wyłącznie w celach turystycznych. Informacje i wrażenia z wędrówek zawarł w swoich opisach podróży. W 1838 był na Babiej Górze, zaś w 1844 na Łomnicy.

## Rodzina
Żonaty z Anną z Ulidowskich (1803-1885) z którą miał młodo zmarłego syna Bronisława (1840-1850) i trzy córki, z których Zofia (zm. 1917) poślubiła powstańca styczniowego Karola Gerhardta (1844-1922).
Zmarł w Warszawie i pochowany został na cmentarzu Ewangelicko-Reformowanym (kwatera C-2-3) obok żony i syna. Córka Zofia, zięć Karol i ich córki spoczywają na tymże cmentarzu.